# Eduardo Giacomo Boner
Edoardo Giacomo Boner (Messina, 29 febbraio 1864 – Messina, 28 dicembre 1908) è stato un poeta, scrittore e giornalista italiano.

## Biografia
Nacque a Messina il 29 febbraio 1864 da Federico Boner, cittadino svizzero e da Anna Larini.
Poeta, scrittore, critico, rappresenta il vendicatore, fra tanti amici del "Momento" amanti della letteratura francese. Professore titolare di letteratura italiana nel R. Liceo Maurolico di Messina, ed in seguito titolare della  cattedra di letteratura tedesca all'Università di Roma.
Profondo conoscitore di varie lingue (traduzione dal danese di alcune novelle di Hans Christian Andersen, Novelle scelte, Messina, Tip.  dell'"Imparziale", 1887), va ricordato per un volume di Saggi di letterature straniere (Messina, Principato,  1896), nel quale si disserta sul pessimismo nel romanzo russo, sul tema del Natale e del Capodanno nelle letterature nordiche (danese,  islandese, russa, tedesca, inglese,  etc,..), sul finnico Kalevala,  intorno all'influenza italiana sulla lingua tedesca, con tale competenza  e documentazione da farlo apparire come uno dei primi comparatisti della storia culturale. Collaborò alla "Nuova Antologia" con due lunghi saggi su Il pessimismo nel romanzo russo (cfr., in merito, "Nuova Antologia",  1895, nn.  15 - 16,  1º agosto e 16 agosto, pp.546 - 566 e 735 - 757; i saggi furono poi rifusi nel volume sopra ricordato).
La sua passione per gli scacchi è ben documentata (cfr. Granata 1973, p. 106): («Durante il suo soggiorno catanese – scrive la Cannavò –il Boner non tralascia occasione per recarsi presso il Rapisardi, là, al Borgo, nella casa da cui si gode la vista dell’Etna maestoso e dell’immensa distesa azzurra dell’Jonio che s’infrange spumeggiante contro la scogliera lavica di Acicastello. Ivi i due passano ore lietissime in comunione di pensieri; i vecchi amici frequentatori della casa ricorderanno le loro lunghe partite a scacchi». Inoltre, giocatore a tavolino,  fu socio nel 1898 dell'Unione Scacchistica Italiana (cfr. Spina 2013, p. 96)
Morì  tragicamente nel corso del terremoto messinese del 1908. La sua salma, inizialmente, non venne ritrovata. Solo diciotto mesi dopo la catastrofe, una bambina che abitava nel quartiere, riferì che Boner gli era apparso in sogno, indicando con precisione il punto in cui giacevano i suoi resti. Si ripresero le ricerche e fu così che nel punto indicato nel sogno venne recuperato, sotto un'enorme montagna di macerie, ciò che restava del poeta messinese.
suggestione di vita, mi dava l'impressione certa di un'attesa. Qualcuno dovea là ritornare, fra poco. E l'allucinazione si coloriva, si arricchiva, sin che m'avvenne di chiamare con impazienza: Edoardo! Scosso dalla paura balzai fuori inciampando e barcollando come se tutte le midolla si dissolvessero nel sudore che mi colava abbondante...»
(Commemorazione - Rivista d'Italia - ottobre 1909. Concetto Marchesi,)

## Opere
- Novilunio. Versi, Milano, Emilio Quadrio Editore, 1884.
- Leggende boreali, Milano : Emilio Quadrio Editore, 1886.
- L'Italia nell'antica letteratura tedesca, in Nuova Antologia di scienze, lettere ed arti, Terza serie, Vol. IX, maggio-giugno, 1887, pp. 424-450.
- Plenilunio. Versi, Milano, Emilio Quadrio Editore, 1888.
- Racconti peloritani, Torino, L. Roux e C., 1890
- Versi (1880-1892), Girgenti, S. Montes, 1893.
- Sui miti delle acque, Messina, Libreria internazionale A. Trimarchi, 1895.
- Saggi di letterature straniere, Messina, G. Principato, 1896.
- La poesia del cielo negli antichi, Roma, Forzani e C. tipografi del Senato, 1897.
- Musa crociata. Versi, Torino, Roux Frassati e Co, 1897.
- Sul Bosforo d'Italia. Novelle, Torino, Roux Frassati e C., 1899.
- Le siciliane. Versi, Catania, N. Giannotta, 1900.
- La poesia del cielo da Guittone a Petrarca. Appunti, Messina, Tipografia F. Nicastro, 1904.